# レッドカーダ!
『レッドカーダ!』は、2010年8月から2011年3月までテレビ大阪で放送されていたバラエティ番組。放送時間は毎週日曜日の0:35～1:05（JST）。

## 概要
2010年8月から、『レッドカーダ!』として開始。レギュラー芸人3組が4週バトルを行い、そこで貯めたポイントが最下位のコンビは4週目でレギュラー降板。次週からは新メンバーが補充されるというもの。このバトルは4回繰り返され、勝ち残った天竺鼠とかまいたちのためにご褒美ロケが2週に渡って放送された。また、年末年始に総集編が3回放送された（各ステージを放送したが、第3ステージのみ放送なし）。2011年1月からは、番組名を『特命レッドカーダ!』とし、リニューアル。これまでのメンバーと新メンバー数組の中から2組が、調査を行うものとなった。

## 出演者

### 『レッドカーダ!』時代

#### 第1ステージ
- モンスターエンジン
- 天竺鼠
- 藤崎マーケット

#### 第2ステージ
- モンスターエンジン
- 天竺鼠
- スマイル

#### 第3ステージ
- モンスターエンジン
- 天竺鼠
- かまいたち

#### 第4ステージ
- 天竺鼠
- かまいたち
- 銀シャリ

#### 見届け人
以下の中から1人が見届け人として司会を行う。
- 竹若元博（バッファロー吾郎）
- あいはら雅一（メッセンジャー）
- ヤナギブソン（ザ・プラン9）
- てつじ（シャンプーハット）
- 月亭八光
- 中川貴志（ランディーズ）
- 善し（COWCOW）
- ノブ（千鳥）
- 林健（ギャロップ）

#### アシスタント
- 赤阪千秋
  - 『特命レッドカーダ!』本編には出ていないが、初期は告知をしていた。

### 『特命レッドカーダ!』時代

#### 『レッドカーダ!』時代からのメンバー
- モンスターエンジン
- 天竺鼠
- 藤崎マーケット
- スマイル
- かまいたち
- 銀シャリ

#### 『特命レッドカーダ!』からのメンバー
- スーパーマラドーナ
- ウーマンラッシュアワー
- 和牛